# Danizy
Danizy és un municipi francès situat al departament de l'Aisne i a la regió dels Alts de França. L'any 2007 tenia 553 habitants. El municipi va agermanar-se amb el municipi de Sandbostel a la Baixa Saxònia, on durant la Segona Guerra Mundial milers de francesos van ser internats com a presoners de guerra al camp Stalag X B.

## Demografia

### Població
El 2007 la població de fet de Danizy era de 553 persones. Hi havia 220 famílies de les quals 56 eren unipersonals (28 homes vivint sols i 28 dones vivint soles), 72 parelles sense fills, 72 parelles amb fills i 20 famílies monoparentals amb fills.
La població ha evolucionat segons el següent gràfic:
Habitants censats

### Habitatges
El 2007 hi havia 251 habitatges, 224 eren l'habitatge principal de la família, 7 eren segones residències i 20 estaven desocupats. 250 eren cases i 1 era un apartament. Dels 224 habitatges principals, 182 estaven ocupats pels seus propietaris, 39 estaven llogats i ocupats pels llogaters i 3 estaven cedits a títol gratuït; 2 tenien una cambra, 17 en tenien dues, 25 en tenien tres, 73 en tenien quatre i 107 en tenien cinc o més. 155 habitatges disposaven pel capbaix d'una plaça de pàrquing. A 108 habitatges hi havia un automòbil i a 90 n'hi havia dos o més.

### Piràmide de població
La piràmide de població per edats i sexe el 2009 era:
| Homes | Edats   | Dones |
| ----- | ------- | ----- |
| 0     | 95 o +  | 0     |
| 0     | 90 a 94 | 0     |
| 0     | 85 a 89 | 8     |
| 4     | 80 a 84 | 0     |
| 12    | 75 a 79 | 20    |
| 12    | 70 a 74 | 12    |
| 24    | 65 a 69 | 20    |
| 20    | 60 a 64 | 20    |
| 16    | 55 a 59 | 16    |
| 20    | 50 a 54 | 20    |
| 28    | 45 a 49 | 32    |
| 16    | 40 a 44 | 8     |
| 8     | 35 a 39 | 4     |
| 48    | 30 a 34 | 20    |
| 8     | 25 a 29 | 20    |
| 20    | 20 a 24 | 8     |
| 28    | 15 a 19 | 8     |
| 20    | 10 a 14 | 8     |
| 4     | 5 a 9   | 4     |
| 24    | 0 a 4   | 8     |

## Economia
El 2007 la població en edat de treballar era de 354 persones, 232 eren actives i 122 eren inactives. De les 232 persones actives 202 estaven ocupades (117 homes i 85 dones) i 30 estaven aturades (13 homes i 17 dones). De les 122 persones inactives 42 estaven jubilades, 25 estaven estudiant i 55 estaven classificades com a «altres inactius».

### Ingressos
El 2009 a Danizy hi havia 227 unitats fiscals que integraven 557 persones, la mediana anual d'ingressos fiscals per persona era de 17.064 €.

### Activitats econòmiques
Dels 12 establiments que hi havia el 2007, 1 era d'una empresa extractiva, 2 d'empreses de construcció, 2 d'empreses de comerç i reparació d'automòbils, 1 d'una empresa d'hostatgeria i restauració, 1 d'una empresa immobiliària, 1 d'una empresa de serveis, 2 d'entitats de l'administració pública i 2 d'empreses classificades com a «altres activitats de serveis».
Dels 4 establiments de servei als particulars que hi havia el 2009, 1 era un taller de reparació d'automòbils i de material agrícola, 1 paleta, 1 lampisteria i 1 veterinari.

## Equipaments sanitaris i escolars
El 2009 hi havia una escola elemental.

## Poblacions més properes
El següent diagrama mostra les poblacions més properes.